# مردمان نانای
مردمان نانای گروهی از مردمان تونگوز در خاور دور هستند که به‌طور سنتی در پیرامون هیلونگ‌جیانگ (رود آمور)، سونگ هوا (سونگاری) و رودخانه اوسوری در میانهٔ حوضه آبریز آمور زندگی می‌کنند. اجداد نانای‌ها مردم جورجی هستند که در شمالی‌ترین قسمت‌های منچوری می‌زیستند.
زبان نانای/هژه به گروه زبان‌های مانچو-تونگوزی متعلق است. بر اساس سرشماری سال ۲۰۱۰، ۱۲۰۰۳ نانای تا آن زمان در روسیه زندگی می‌کرده‌اند.

## نام

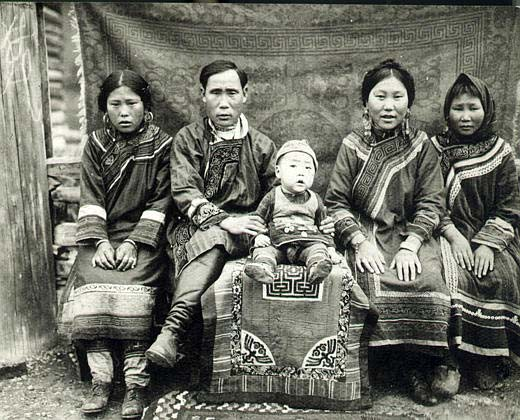
خانواده نانای، منطقه آمور روسیه

نامهای رایج این افراد شامل нанай / نانای (یعنی بومیان، مردم محلی، مردم سرزمین / زمین) است و نیز نامی که خودشان بر خویش اطلاق می‌کنند هژن است (به معنی "مردم شرق") و نیز در روسی: нанайцы / nanaitsy؛ چینی: 赫哲族 / Hèzhézú. همچنین برخی اصطلاحات که قبلاً برای نامیدن آنان استفاده می‌شده‌است عبارتند از: گلدها، گلدی‌ها، گلدی، هژه و سامگیر.

## پراکندگی

### بر اساس استان
سرشماری سال ۲۰۰۰ چین وجود ۴٬۶۴۰ نانای را در چین ثبت کرده‌است.
پراکندگی نانای‌ها بر اساس استان

| استان          | جمعیت نانای | ٪ از مجموع |
| -------------- | ----------- | ---------- |
| هیلونگجیانگ    | ۳٫۹۱۰       | ۸۴٫۲۷٪     |
| جیلین          | ۱۹۰         | ۴٬۰۹٪      |
| پکن            | ۸۴          | ۱٬۸۱٪      |
| لیائونینگ      | ۸۲          | ۱٬۷۷٪      |
| مغولستان داخلی | ۵۴          | ۱٬۱۶٪      |
| هبی            | ۴۶          | ۰٬۹۹٪      |
| دیگران         | ۲۷۴         | ۵٬۹۱٪      |

### بر اساس شهرستان
پراکندگی نانای‌ها بر اساس شهرستان
| استان          | فرمانداری   | شهرستان                     | جمعیت نانایی | % جمعیت نانایی چین |
| -------------- | ----------- | --------------------------- | ------------ | ------------------ |
| هیلونگ‌جیانگ    | جیاموسی     | Tongjiang City              | ۱۰۶۰         | ۲۲٬۸۴٪             |
| هیلونگ‌جیانگ    | جیاموسی     | Jiao District               | ۶۵۷          | ۱۴٬۱۶٪             |
| هیلونگ‌جیانگ    | شوانگیاشان  | شهرستان راوهه               | ۵۲۹          | ۱۱٬۴0 %            |
| هیلونگ‌جیانگ    | جیاموسی     | Fuyuan County               | ۴۶۸          | ۱۰٬۰۹٪             |
| هیلونگ‌جیانگ    | جیاموسی     | Xiangyang District          | ۱۳۱          | 0۲٬۸۲٪             |
| هیلونگ‌جیانگ    | جیاموسی     | Qianjin District            | ۹۷           | 0۲٬۰۹٪             |
| هیلونگ‌جیانگ    | هاربین      | Nangang District            | ۸۸           | 0۱٬۹0 %            |
| جی‌لین          | جی‌لین (شهر) | Changyi District            | ۷۱           | 0۱٬۵۳٪             |
| هیلونگ‌جیانگ    | جیاموسی     | شهرستان هواچوان             | ۶۷           | 0۱٬۴۴٪             |
| هیلونگ‌جیانگ    | جیاموسی     | Fujin City                  | ۶۵           | 0۱٬۴۰٪             |
| هیلونگ‌جیانگ    | هنگانگ      | شهرستان سویبین              | ۵۲           | 0۱٬۱۲٪             |
| هیلونگ‌جیانگ    | جیاموسی     | Dongfeng District           | ۵۱           | 0۱٬۱0 %            |
| هیلونگ‌جیانگ    | هاربین      | شهرستان ییلان (هیلونگ‌جیانگ) | ۴۵           | 0۰٬۹۷٪             |
| پکن            |             | ناحیه هایدیان               | ۴۳           | 0۰٬۹۳٪             |
| هیلونگ‌جیانگ    | هایهی       | شهرستان شونکه               | ۴۳           | 0۰٬۹۳٪             |
| هیلونگ‌جیانگ    | جیاموسی     | شهرستان هوانان              | ۴۲           | 0۰٬۹۱٪             |
| هیلونگ‌جیانگ    | جیاموسی     | شهرستان تانگیوان            | ۳۰           | 0۰٬۶۵٪             |
| جی‌لین          | جی‌لین (شهر) | شهرستان یونگجی (جی‌لین)      | ۲۹           | 0۰٬۶۳٪             |
| جی‌لین          | چانگچون     | Chaoyang District           | ۲۷           | 0۰٬۵۸٪             |
| هیلونگ‌جیانگ    | چیچیهار     | Jianhua District            | ۲۶           | 0۰٬۵۶٪             |
| هیلونگ‌جیانگ    | چیچیهار     | شهرستان لونگجیانگ           | ۲۶           | 0۰٬۵۶٪             |
| مغولستان داخلی | هولونبویر   | Evenk Autonomous Banner     | ۲۲           | 0۰٬۴۷٪             |
| هیلونگ‌جیانگ    | شوانگیاشان  | شهرستان باوچینگ             | ۲۱           | 0۰٬۴۵٪             |
| دیگر           |             |                             | ۹۵۰          | ۲۰٬۴۷٪             |

## نانای‌های سرشناس

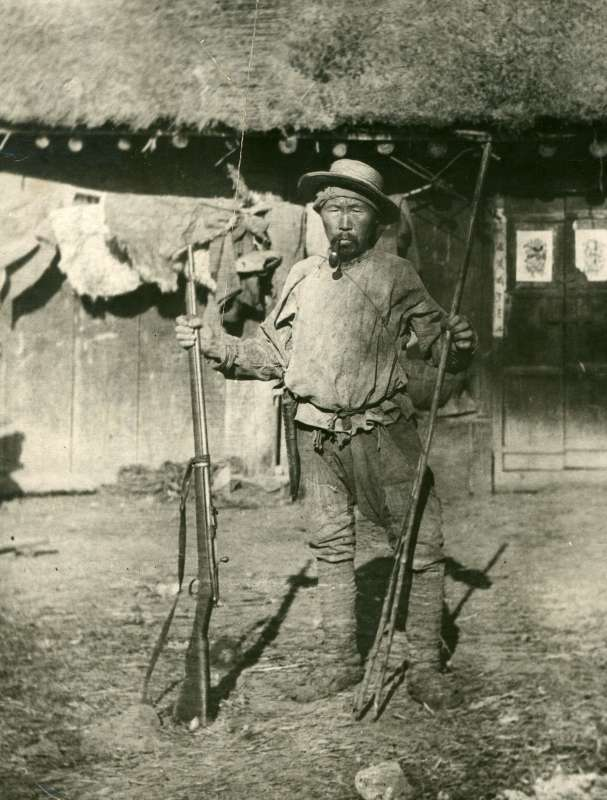
درسو اوزالا

- فیلم درسو اوزالا، اثر کارگردان ژاپنی آکیرا کوروساوا ساخته شده در سال ۱۹۷۵ و بر اساس یک کتاب از جستجوگر روسی ولادیمیر آرسنیف، دوستی یک جستجوگر روسی و راهنمای نانایی خود به نام درسو اوزالا را به تصویر می‌کشد.
- کولا بلدی (روسی: Кола́ Бельды́) (۱۹۲۹–۱۹۹۳) خواننده ای محبوب در اتحاد جماهیر شوروی و روسیه بود، عمدهٔ شهرت وی به سبب اجرای ترانهٔ "Увезу тебя я в тундру" (تو را به توندرا خواهم برد) بود.
- هان گینگ، خوانندهٔ پاپ اهل چین، بازیگر و عضو سابق گروه موسیقی پسرانهٔ کره جنوبی به نام سوپر جونیور.

## نگارخانه

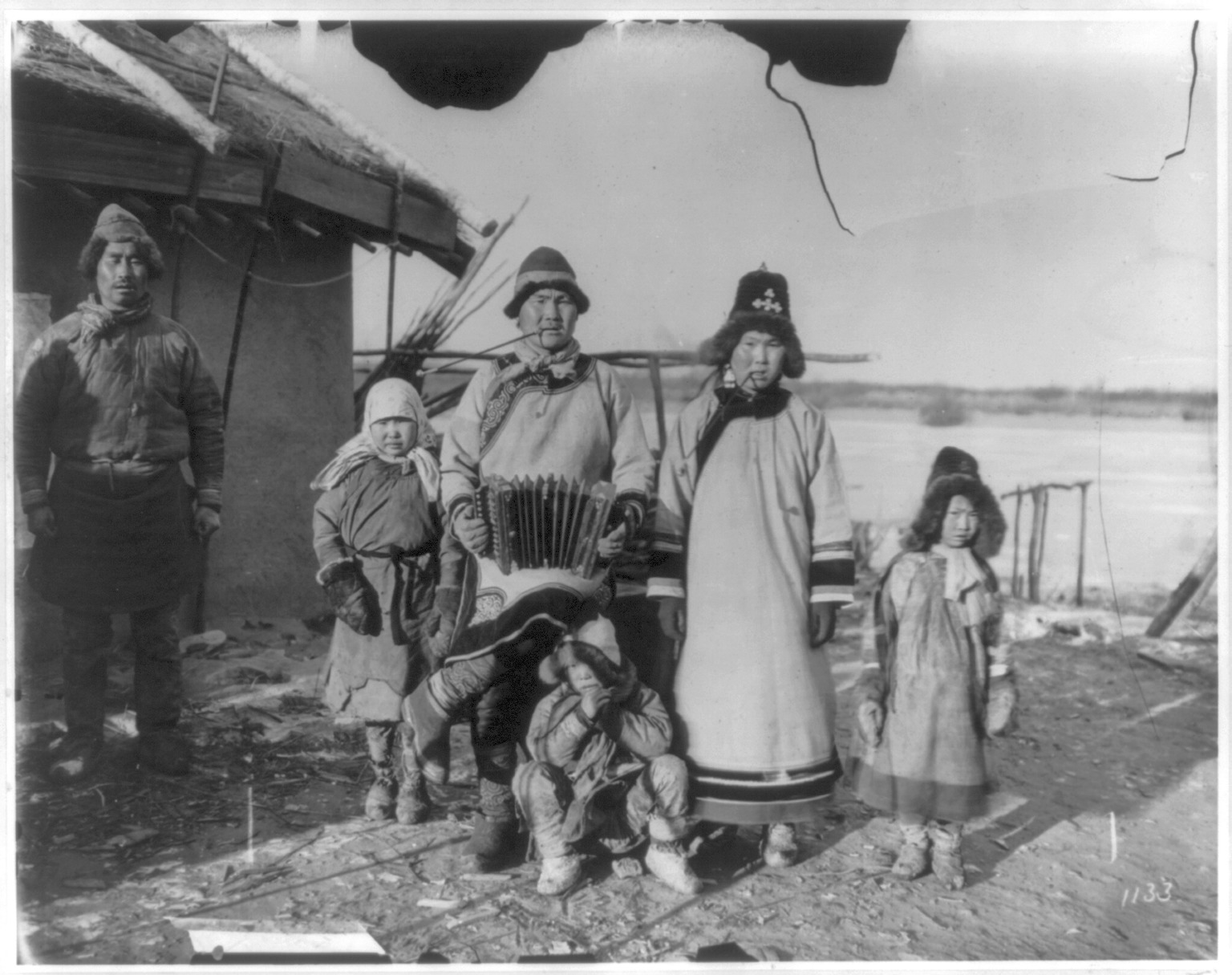
یک خانواده گلدی در شمال خاباروفسک در سال ۱۸۹۵
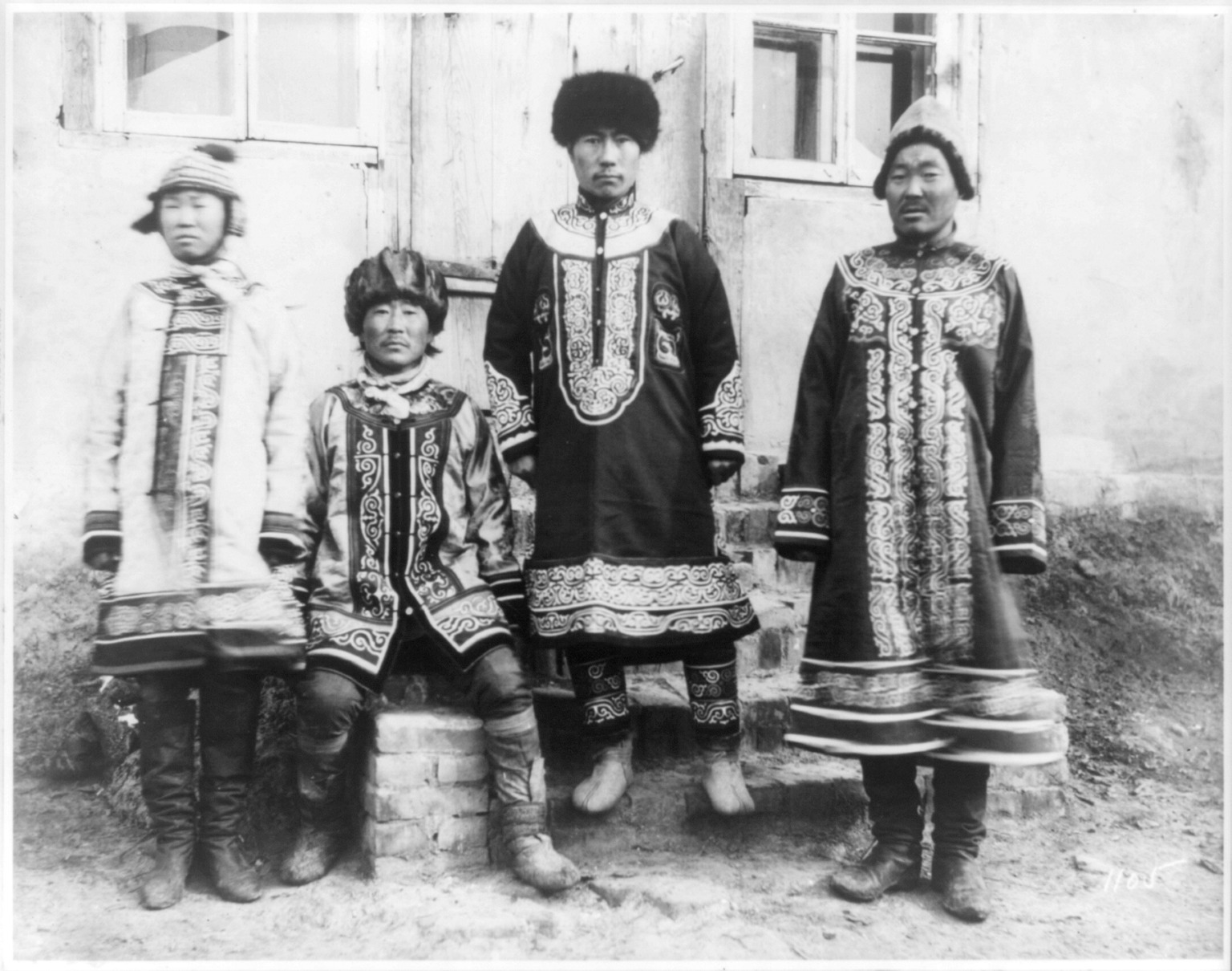
فرماندهان گلدی در شمال خاباروفسک در سال ۱۸۹۵
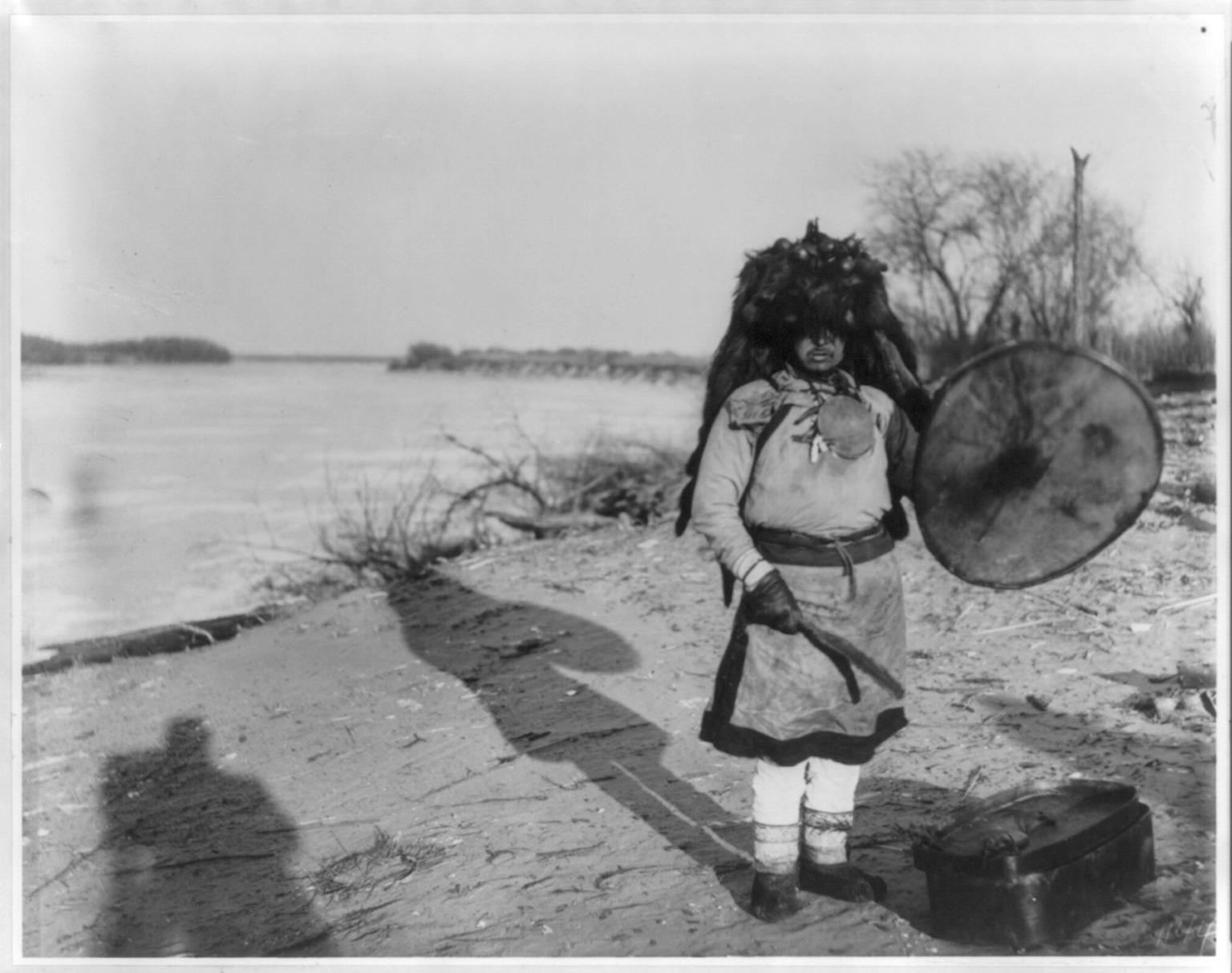
Goldes شمن گلدی در لباس ویژه اش در رگالیا در سال ۱۸۹۵
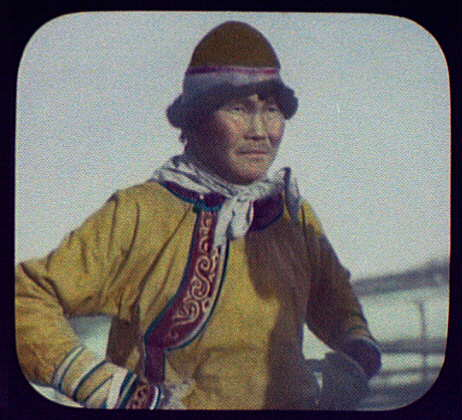
فرمانده گلدی در سال ۱۸۹۵
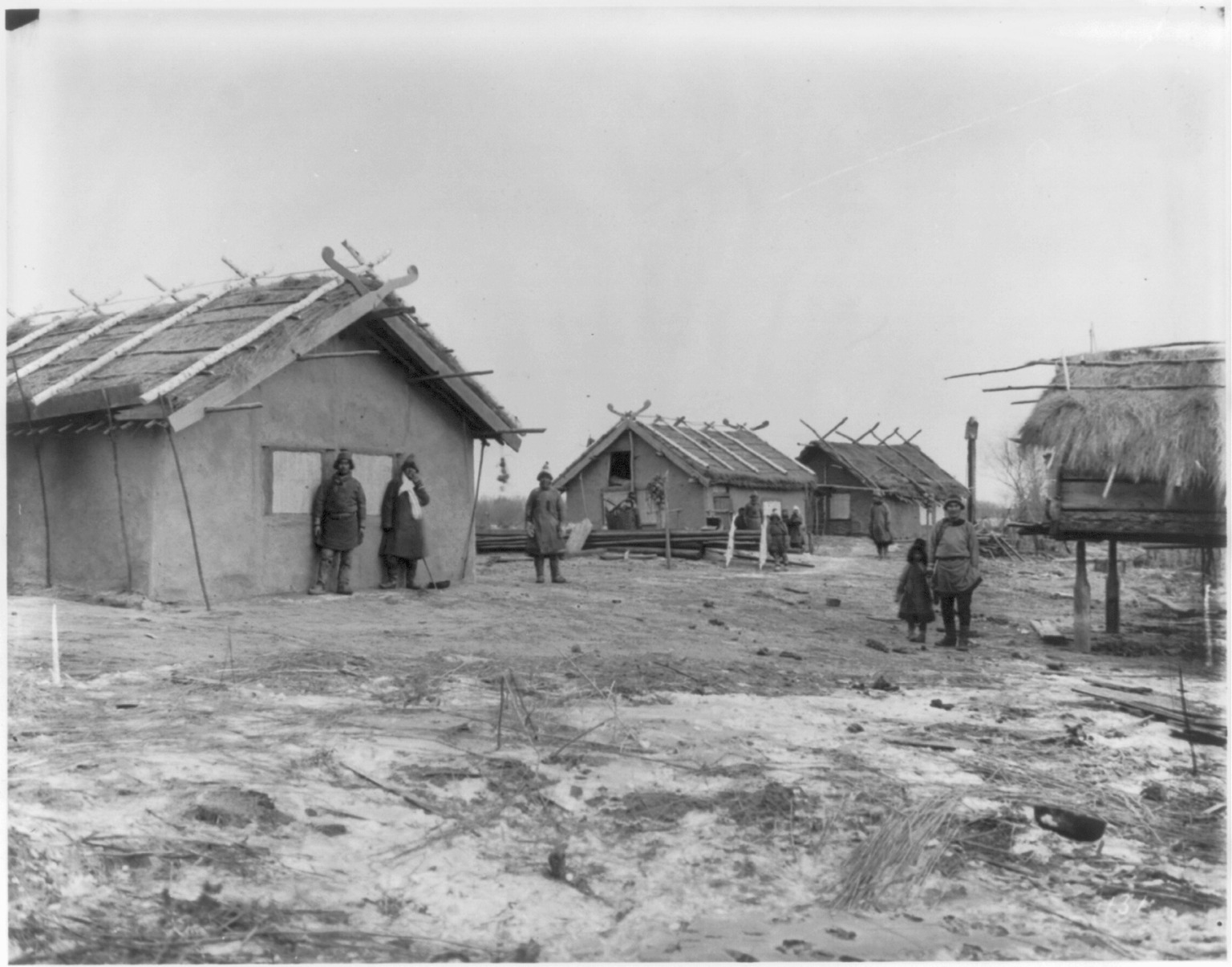
روستای گلدی در آمور، شمال خاباروفسک در سال ۱۸۹۵
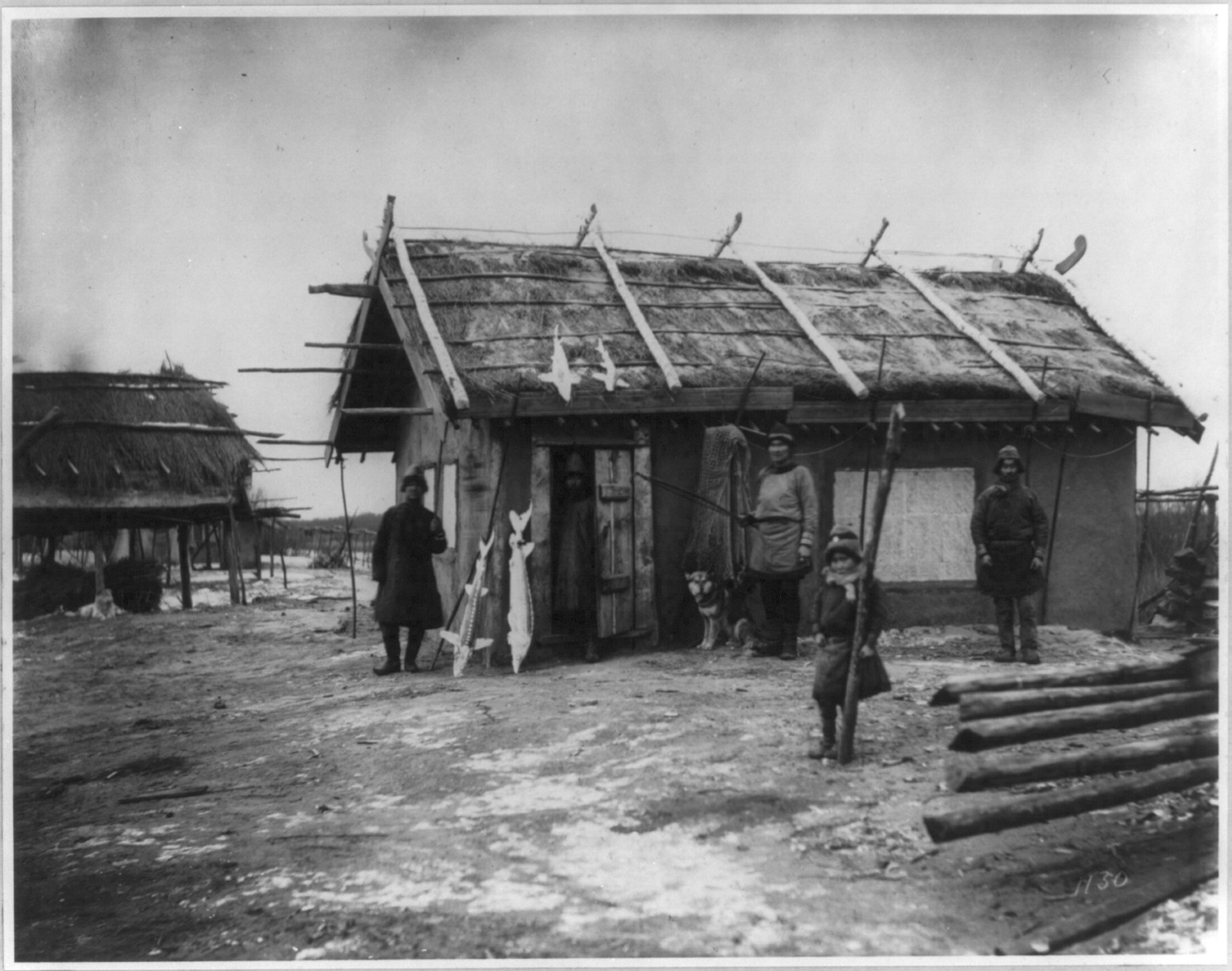
روستای گلدی در کنار رودخانه آمور، در شمال خاباروفسک در سال ۱۸۹۵